# カルブコ山
カルブコ山（Calbuco）は、チリロス・ラゴス州プエルトバラス近くにある成層火山でアンデス山脈を構成する一つの山である。火山とその周辺一帯はジャンキウェ国立自然保護区内にある。

## 概要
溶岩は安山岩で、55 - 60%の二酸化ケイ素を含んでいる。後期更新世には山体が崩壊し、湖にまで達した。

## 火山活動
- 1837年から数え、少なくとも10回の噴火記録がある。
- 1893年から1894年にかけて歴史的な噴火が起こった。激しい噴火によって高温ラハール(火山泥流)を伴い火口から約8kmのところに約30cmの岩が放出された。
- 1929年1月には火砕流、溶岩流が発生。
- 1961年の噴火では、約12〜15kmの灰の柱が発現し溶岩流は東と南に向かって流れた。8月26日に4時間ほどの軽微な噴火活動があった。前年に発生したチリ地震の影響を受けたものと考えられている。
- 1972年小規模噴火。
- 1996年ガスや蒸気が発生[3]。
- 2015年4月22日18時頃（現地時間）、43年ぶりに噴火[3][4]、54年ぶりに大規模噴火し[3][5][6]、噴煙は約1万5000メートルに達した[4]。その7時間後にあたる翌23日1時ごろにも噴火[5][4]。半径約20km圏内にいる約5000人に避難指示が出され[5]、火山灰は隣国アルゼンチン西部の町にも降った[4]。また、ジャンキウェ県とプエルトオクタイには軍が出動した[5]。

## ギャラリー

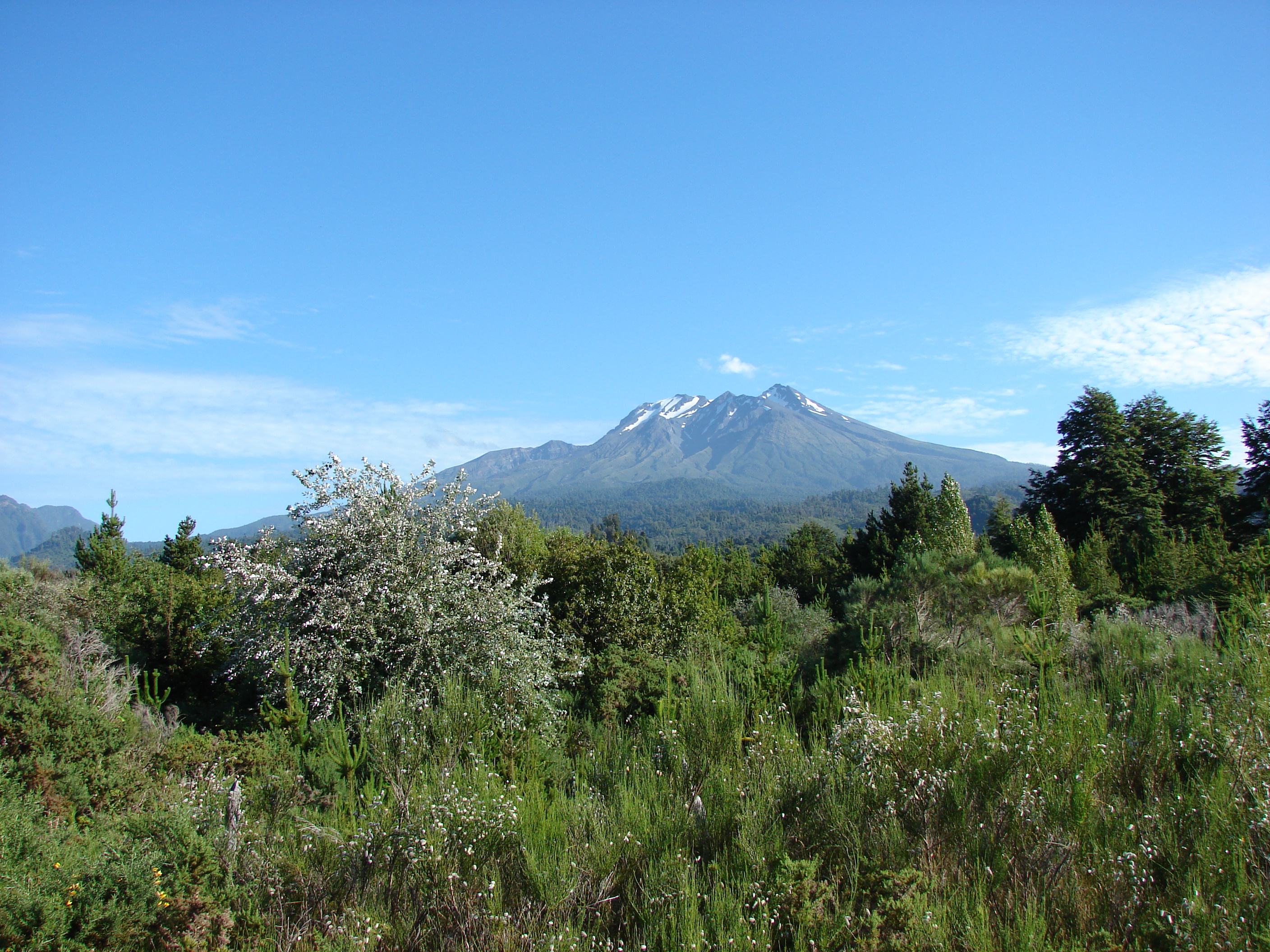
Calbuco viewed from the north alongside Road 225 on the shores of Llanquihue Lake.（11-Feb-2010）
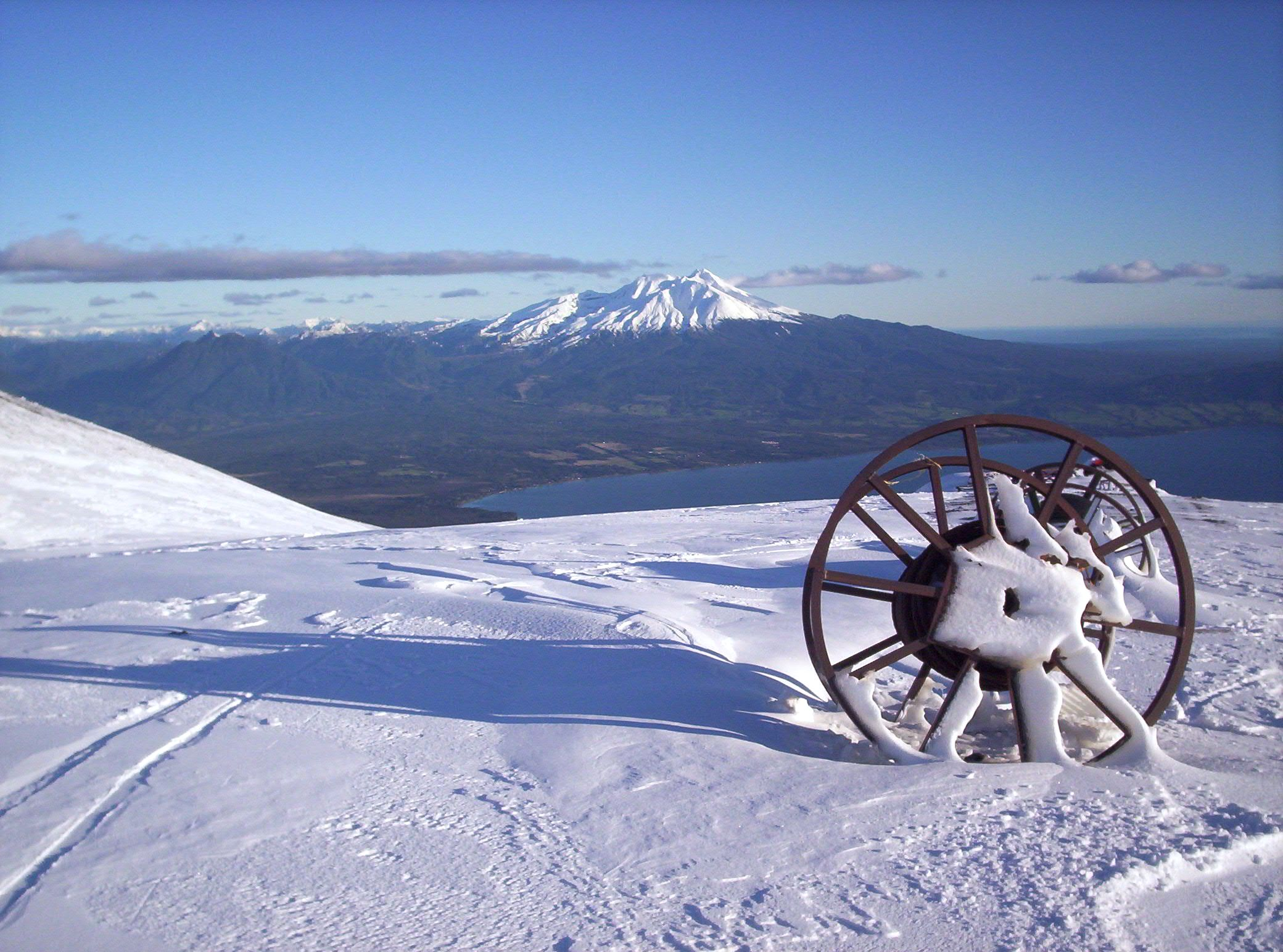
オソルノ山から （2006年7月28日撮影）
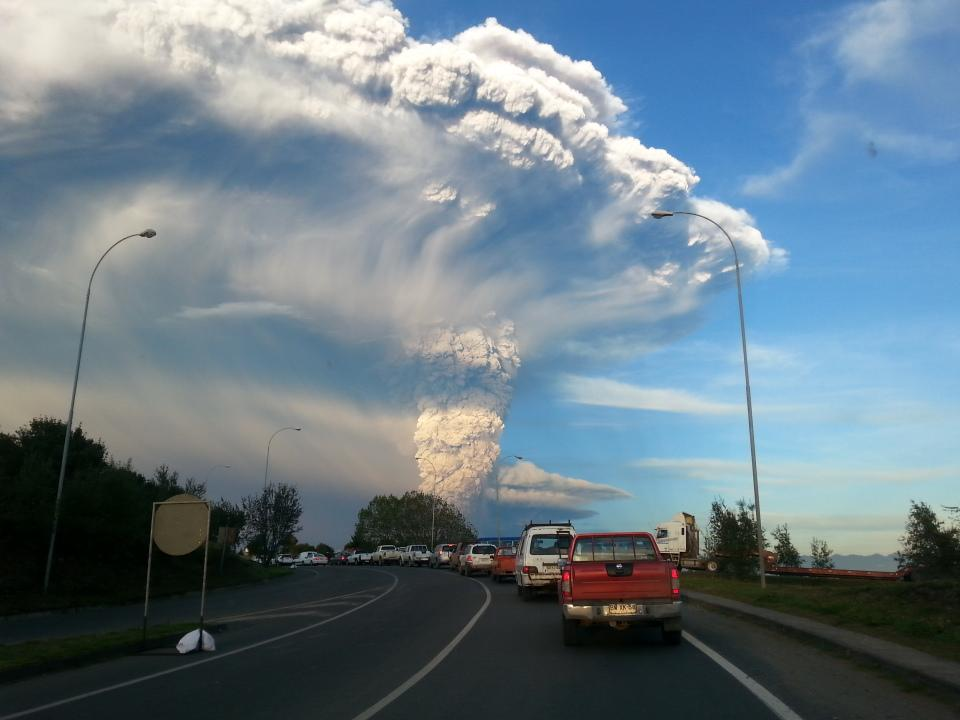
大量の火山灰を噴き上げるカルブコ山 （2015年4月22日撮影）